# Lies and Illusions - Intrighi e bugie
Lies and illusions - Intrighi e bugie è un film del 2009 diretto da Tibor Takács.

## Trama
Wes Wilson è uno scrittore di successo, la cui vita viene sconvolta quando la sua fidanzata viene rapita. Mettendosi alla sua ricerca, scopre però che la sua ragazza era molto diversa da quello che lui credeva, ed era in realtà coinvolta in un grande traffico di diamanti, motivo del rapimento.